# Браћа Јовановић
Каменко и Павле Јовановић били су познати и угледни грађани Панчева. Њихова хуманитарна и просветна делатност је огромна, као и борба за права Срба у тадашњој Аустро-Угарској. Међутим, остали су пре свега запамћени по својој издавачкој делатности, борби за књигу и писменост и чувеној књижари Браћа Јовановић, која ће популаризовати српску литературу. Били су оснивачи и прве српске штампарије у тадашњем Панчеву, која ће бити веома угледна и утицајна и ван територије Баната. Били су и политички активни, што ће бити главни разлог за њихово хапшење 1914. године.

## Биографија
Каменко и Павле Јовановић рођени су у браку Јована и Јелене Јовановић. Павле је рођен 14. септембра 1847. године, а година Каменковог рођења дуго је била спорна. Истраживања су коначно утврдила да се родио 29. јуна 1845. године, као Петар Јовановић, али ће га целог живота звати Каменко (Петрос = камен), именом под којим је и остао запамћен. Основну школу завршили су у Панчеву, Каменко је наставио трговачку школу у Будимпешти, а Павле у Марибору. Били су чланови Уједињене омладине српске и борили се за права Срба у Аустро-Угарској. Каменко се од 1782. године залаго за увођење српског језика у школама, као и за право његове употребе у Магистрату. Био је такође приврженик идеологије Светозара Милетића. Био је члан Одбора српске православне црквене општине, њен потпредседник и председник и на крају почасни председник. Оснивач је и дугогодишњи секретар Панчевачког српскоог црквеног певачког друштва. Био је познат по својој жустрини и становници Панчева су га волели. Биран је и за посланика Српског народног и црквеног сабора и то у времену од 1881. до 1891. године. Павле је по карактеру био мирнији од свог брата, мање се истицао, али је такође био велики патриота. Био је дуго члан, потпредсеник и председник Панчевачког српског црквеног певачког друштва. Залагао се за организован промет књига у Србији.

## Оснивање штампарије и књижаре
Каменко Јовановић заједно са професором Јованом Павловићем, који је 1869. године покренуо лист Панчевац, оснивају штампарију 1870. године у Панчеву, под именом Штампарија Јовановић-Павловић. Штампарија под овим именом ради до 1873. када Јован Павловић прелази у Земун, а после тога под именом Штампарија Браће Јовановића. Један од повода за оснивање штампарије јесте ометање штампања Панчевца у штампаријама, чији су власици били немци. Браћа Јовановић су Магистрату поднели молбу 31. августа 1872. године, за дозволу да отворе своју књижару. Један од аргумената био им је и тај да у Панчеву нема довољно књижара и да су ђаци, нарочито српских школа, често месецима без књига. Главни њихов мотив за оснивање књижаре, а касније и штампарије, је да српске књиге и српске писце приближе српској деци и омладини. Магистрат је 4. септембра 1872. године дао дозволу за отварање књижаре, па су браћа исту отворила у својој кући на Малој пијаци код крста. Да би дистрибуција књига била што успешнија издали су каталог књига. Први Списак књижаре браће Јовановић појавио се 1873. године. Како се понуда књига повећавала, тако су и каталози допуњавани и наставили да излазе и наредних година.
Почетком 1873. године почели су и са издавачком делатношћу. У својој штампарији поред листова и часописа, штампају и школске књиге и дела српске књижевности. Велики број њихових издања био је за српске школе у Аустро-Угарској. Одмах на почетку свог рада тражили су сарадњу са виђенијим Србима, за издавање, рекламирање и штампање њихових дела. После издатих сто књига, 1879. објавили су списак накладе Књижаре браће Јовановића у Панчеву, као преглед њиховог рада. Од 1873. до 8. јула 1913. године, поред издавања четири листа, издала је 403 дела, од којих 98 шлолских, 15 музикалија, 7 учила и осталих разних дела, у свега 995 издања и у 2.604.050 примерака. Овај податак нам сведочи о томе да је штампарија Браће Јовановић у то време била најјача српска издавачка кућа, на територији Аустро-Угарске, а и ван ње. Од 1880. покрећу едицију Народна библиотека браће Јовановића, у којој су сваке године објављиване 24 свеске, ћирилицом, све до 1895. године. Популарисањем српске књиге путем огласа и листова тог времена, српска књига се уздигла на много виши ниво. Највеће заслуге за то припадају управо браћи Јовановић и њиховом раду. Њихова књижарска и штампарска делатност трајала је преко 40 година. Књижару су 1913. предали друштву Напредак из Земуна, која је, као и штампарија, радила до 8. јула 1913. године.

## Смрт и заоставштина браће Јовановић
Када је почео Први светски рат 1914. године, Аустро-угарске власти су похапсили многе виђеније Србе у Панчеву, а међу њима нашли су се и Јовановићи. Одведени су у логор Арад., где су многи Срби окончали своје животе. Павле је био јако болестан и на носилима су га одвели у логор, где је 29. новембра 1914. године и преминуо, кости су му пренете у Панчево и сахрањене 1929. године. Логор у Араду био је познат по епидемији пегавог тифуса и туберкулозе. Од средине 1914. до марта 1915. године умрло је ту 1.772 интернирца, измучених жена, деце и мушкараца. Каменко је од последица робовања умро 13. октобра 1916. године у Панчеву. Осим тога што су били Срби и што су објављивали српске књиге, место у логору заслужили су и тиме што су од 1911. године били чланови Народне одбране у Београду и заузимали истакнуто место у српским институцијама унутар Аустроугарске, нарочито, Каменко, који је две деценије био перјаница српске аутономије у Панчеву.
Браћа Јовановић учинила су много за свој народ, основали су Сиротињски домп ри Српској православној црквеној општини у Панчеву 1911.. а наредне године оснивају Задужбину Каменка и Павла Јовановића од 1.500.000 динара код Српске краљевске академије у Београду. Исте 1912. године основали су задужбину при Српским народним фондовима у Сремским Карловцима, којој су завештали 348. јутара земље, а новац од прихода са земље даван је у просветне сврхе. Две куће у Панчеву оставили су да се од њихових прихода помажу српске културне установе овога града. У знак захвалности, панчевачка општина једној улици даје њихово име, која се и данас тако зове, Улица браће Јовановић.
Марија, Каменкова удовица, умрла је у фебруару 1939, након чега је цело имање Јовановића, вредно десет милиона динара, припало народу.

## Галерија
- Павле Паја Јовановић
- Каменко Јовановић
- Биографија Каменка Јовановића за Народну енциклопедију, непознати аутор
- Биографија Каменка Јовановића за Народну енциклопедију, непознати аутор
- Паја Јовановић са пријатељима
- Паја Јовановић и супруга Љубица
- Браћа Јовановић
- Каменко Јовановић